# Mita
Mita byl systém pracovní povinnosti platný v Jižní Americe. V předkolumbovském období tímto způsobem vládnoucí vrstva určovala lidem pohotovost na práce ve směnách v silničním stavitelství, v budování mostů, pevností, administrativních center, chrámů, vodovodů, atd. Zkráceně se dá říci, že mita byla daň odvedená prací.
V době existence místokrálovství Peru, koloniální moc mitu zpřísnila a stanovila kvóty, které musí původní obyvatelstvo splňovat. Za všechno ručil encomendero (kolonizátor), kterému bylo určité místo (encomienda) přiděleno i s lidmi. Koloniální moci se podařilo tento systém držet při životě také proto, že byl již dávno obvyklý v předkolumbovské společnosti.
Výměnou za pracovní sílu, které se dostalo encomenderovi, měl povinnost získat pro novou katolickou víru lidi, kteří mu byli svěřeni. Byl tím vyvíjen obrovský tlak na obyvatelstvo, což způsobilo velké škody, a stovky tisíc mrtvých, a to zejména u pracovníků v dolech, jako Potosi.